# Hans Jesper Larsen-Bjerre
Hans Jesper Larsen-Bjerre (Geburtsname: Hans Jesper Larsen; * 8. April 1910 in Bjerre; † 1. September 1999) war ein dänischer Journalist und Politiker der Socialdemokraterne, der unter anderem von 1960 bis 1965 Mitglied der Folketing, des dänischen Parlaments, sowie für kurze Zeit zwischen dem 26. September und dem 8. Oktober 1964 als Fischereiminister in der Regierung Krag II fungierte.

## Leben
Hans Jesper Larsen war der Sohn des Landwirts und sozialdemokratischen Politikers Lars Marius Larsen (1883–1950), der zwischen 1926 und 1945 und von 1947 bis 1950 Mitglied der Folketing war und den Namen seines Geburtsortes Bjerre als Namenszusatz zufügte und dadurch den Familiennamen Larsen-Bjerre, und von dessen erster Ehefrau Kristine Augusta Nielsen (1876–1926). Nach dem Besuch der Grundschule und der Sekundarschule in Flemming besuchte er die Landwirtschaftliche Schule (Asmildkloster Landbrugsskole), die er 1927 mit der Aufnahmeprüfung zur Forstschule beendete. Während dieser Zeit begann er sein politisches Engagement in der Dänischen Sozialdemokratischen Jugend DSU (Danmarks Socialdemokratiske Ungdom), der Jugendorganisation der Socialdemokraterne, und war 1926 DSU-Vorsitzender in Bjerre. Im Anschluss begann er 1928 eine Berufsausbildung zum Förster in Bregentved und setzte diese von 1928 bis Frühjahr 1929 sowie 1930 im Staatlichen Forstamt Silkeborg fort. Nachdem er zwischenzeitlich 1929 Kurse am Arbeiterkolleg in Esbjerg und dem Internationalen Kolleg (Den internationale Højskole) in Helsingør besucht hatte, beendete er 1930 seine Forstausbildung und arbeitete zwischen 1930 und 1934 als journalistischer Volontär bei der sozialdemokratischen Tageszeitung „Bornholmeren“. Zugleich war er zwischen 1932 und 1934 Schriftführer der DSU auf der Insel Bornholm sowie 1934 Vorsitzender der DSU in Rønne. Danach wurde er Journalist bei der sozialdemokratischen Tageszeitung „Sønderjyden“ und war dort von 1935 bis 1943 Redaktionssekretär sowie zuletzt zwischen 1943 und 1950 deren Chefredakteur und ferner von 1939 bis 1944 Vorstandsmitglied der Sozialdemokratischen Pressevereinigung (Socialdemokratiets Presseforening). 
Während dieser Zeit engagierte sich Larsen-Bjerre von 1937 bis 1950 als Mitglied des Stadtrates von Sønderborg und war zwischen 1944 und 1950 Mitglied des dortigen Magistrat sowie von 1943 bis 1950 Vorsitzender der Socialdemokraterne von Sønderborg. Daneben war er zwischen 1941 und 1950 Mitglied des Verwaltungsrates der Südjütländischen Hochspannungsgesellschaft sowie von 1946 bis 1950 Mitglied des Aufsichtsrats der Sønderborg Bys Sparekasse und engagierte sich darüber hinaus zwischen 1943 und 1950 Mitglied des Vorstands des Sønderborg Sportvereins sowie von 1945 bis 1950 auch noch Vorstandsmitglied der Sporthochschule in Sønderborg. 1947 wurde er Vorstandsmitglied des Sozialdemokratischen Redakteursverbandes, dessen stellvertretender Vorsitzender er 1956 wurde. 1950 kehrte er zur sozialdemokratischen Tageszeitung „Bornholmeren“ zurück und war bis 1960 deren Chefredakteur und danach ab Oktober 1960 politischer Redakteur dieser Zeitung. Er wurde 1951 Mitglied des Parteivorstands und des Parteipräsidiums der Socialdemokraterne sowie zugleich Vorsitzender der Wahlkreisorganisation der Partei in Rønne und wurde 1953 auch Vorsitzender der Sozialdemokraten in Rønne. Daneben wurde er 1952 Mitglied des Vorstandes sowie 1957 Mitglied des Exekutivkomitees des Pressetelegramm-Komitees (Pressens Telegramudvalg). Ferner gehörte er von 1952 bis 1962 dem Verwaltungsrat der Nachrichtenagentur Ritzaus Bureau A/S sowie zwischen 1952 und 1961 der Gemeinsamen Vertretung der Zeitungen als Mitglied an. Er engagierte sich darüber hinaus im Amtsbezirk Bornholm seit 1953 als Vorstandsmitglied der Bezirksbibliothek sowie seit 1961 des Bibliotheksvereins und des Bornholmer Theatervereins. Er war zwischen 1951 und 1960 Vorstandsmitglied des Arbeiterbildungsverbandes AOF (Arbejdernes Oplysningsforbund Danmark) von Rønne sowie von 1954 bis 1961 Vorsitzender des Informationskomitees des dortigen Verbandes der Heimwehr (Hjemmeværnet).
Am 15. November 1960 wurde Hans Jesper Larsen-Bjerre für die Socialdemokraterne Mitglied der Folketing, des dänischen Parlaments, und vertrat dort bis zum 28. Februar 1965 den Wahlkreis „Bornholms Amtskreds“. In der Folgezeit wurde er 1961 Mitherausgeber von „Aktuel Politik“ und 1963 von „Socialdemokratiets Nyheds-Tjeneste“. Am 26. September 1964 wurde er als Fischereiminister (Fiskeriminister) in die Regierung Krag II berufen, trat aber bereits knapp zwei Wochen später am 8. Oktober 1964 zurück und wurde von Jens Risgaard Knudsen abgelöst. Ab 1966 war er zunächst für kurze Zeit dem Informationszentrum der Arbeiterbewegung, dann dem sozialdemokratischen Korrespondenzbüro und dem sozialdemokratischen Nachrichtendienst zugeordnet. Er hat unter anderem einen großen Abschnitt in der Veröffentlichung „Kampens gang“ zum 75-jährigen Jubiläum der Landsorganisationen i Danmark (LO), dem größten Gewerkschaftsdachverband des Landes, 1973 geschrieben und war 1979 Herausgeber von „Lokomotivets mænd“.
Hans Jesper Larsen-Bjerre war seit dem 16. Oktober 1934 mit Gudrun Hansine Thorsen (1906–?), Tochter des Lokomotivführers Christian Frederik Thorsen (1877–1952) und von Thora Ipsen (1876–1942), verheiratet.